# Podhradie (powiat Topolczany)
Podhradie (węg. Podhragy, Kővárhely) – wieś (obec) na Słowacji, w kraju nitrzańskim, w powiecie Topolczany.

## Historia
Wieś wspominana była po raz pierwszy w 1390 r. Należała do feudalnego "państwa" z siedzibą na leżącym tuż powyżej zamku Topolczany i rozwijała się początkowo jako podgrodzie tego zamku. Mieszkańcy, początkowo zajęci pracami na rzecz zamku, z czasem zaczęli zajmować się rolnictwem, sadownictwem, wyrobem drewnianych sprzętów gospodarskich i paleniem wapna.
W 1976 r. Podhradie, Velušovce i Závada zostały połączone w jedną jednostkę administracyjną z siedzibą w Závadzie. Podhradie usamodzielniło się ponownie w 1990 r. (liczyło wówczas 282 mieszkańców).
Obecnie (początek XXI w.) wieś rozwija się jako regionalny ośrodek turystyczny (węzeł znakowanych szlaków turystycznych) i rekreacyjny (prywatne domki weekendowe). W zimie w bocznej dolince, na północnych stokach szczytu Úhrad (685 m n.p.m.), działa niewielki ośrodek narciarski z dwoma wyciągami.